# Nevil Shute
Nevil Shute Norway (Ealing, 17 gennaio 1899 – Melbourne, 12 gennaio 1960) è stato un romanziere e ingegnere aeronautico britannico naturalizzato australiano dal 1950.
Fu grande viaggiatore e prolifico scrittore, autore di oltre 25 romanzi.

## Biografia
Fu ingegnere aeronautico, specializzato negli Zeppelin. Lavorò per la de Havilland Aircraft Company nel 1922 e successivamente per la Airspeed.
Fu militare durante le due guerre mondiali, partecipando tra i volontari dei Royal Naval Volunteer Reserve allo sbarco in Normandia come corrispondente. Suo è il progetto, rivelatosi fallimentare, del Panjandrum, un barile carico di esplosivo azionato da razzi che aveva come scopo quello di fare breccia nel Vallo Atlantico.
È ricordato soprattutto come autore del romanzo postapocalittico L'ultima spiaggia (On the Beach, 1957), che fu adattato al cinema da Stanley Kramer nel film omonimo del 1959. Nel 2000 ne è stato tratto un remake per la regia di Russell Mulcahy. È autore anche di Una città come Alice, che ispirò l'omonimo film di Jack Lee con Virginia McKenna e Peter Finch in Italia noto come: La mia vita comincia in Malesia (1956), e nel 1981 una serie televisiva di produzione australiana.

## Opere
- Marazan, 1926
- So Disdained, 1928
- Lonely Road, 1932
- Ruined City, 1938
- What Happened to the Corbetts, 1939
- Avventura alle Terre Verdi (An Old Captivity, 1940)
- Attacco fatale (Landfall: A Channel Story, 1940)
- Il lungo viaggio di Mister Howard: Francia 1940 (Pied Piper, 1942)
- Most Secret, 1942
- Pastoral, 1944
- Vinland the Good, 1946
- Scacco matto agli uomini (The Chequer Board, 1947)
- Viaggio indimenticabile (No Highway, 1948)
- Una città come Alice (A Town Like Alice, 1950)
- Un grano di pazzia (Round the Bend, 1951)
- Il paese lontano (The Far Country, 1952)
- In the Wet, 1953
- Slide Rule: Autobiography of an Engineer, 1954
- Requiem for a Wren, 1955
- Le due frontiere (Beyond the Black Stump, 1956)
- L'ultima spiaggia (On the Beach, 1957)
- L'arcobaleno e la rosa (The Rainbow and the Rose, 1958)
- ...e via sul mare (Trustee from the Toolroom, 1960)
- Stephen Morris, 1961
- Pilotage, 1961
- The Seafarers, 2000